# Улица Коммунаров (Ижевск)
Улица Коммуна́ров — улица в Индустриальном, Октябрьском и Первомайском районах Ижевска.
До 1918 года называлась — Десятая улица, 13 декабря 1918 года переименована в улицу Бедноты, 16 октября 1937 года решением горисполкома получила современное название.

## Описание улицы
Улица проходит от Железнодорожного переулка, являясь продолжением улицы Седова, до Северного переулка. От Железнодорожного переулка до улицы Чугуевского улица застроена частными домами. Улица Коммунаров имеет пересечения с переулками Ястребовским, Ботенёвским, Верхне-Узеньким и Широким; с улицами Чугуевского, Карла Либкнехта, Владимира Краева, Пастухова, Ленина, Советской, Красногеройской, Лихвинцева, Кирова. Слева примыкают улицы Наговицина, Шумайлова и Раздельный переулок. Нумерация домов от Железнодорожного переулка. Напротив Арсенала (музея им. Кузебая Герда) на правой стороне улицы расположена Карлутская площадь, где находятся Вечный огонь и сквер Победы.
Южная часть улицы (до перекрёстка с Советской улицей) территориально относится Первомайскому району, выше по улице проходит граница между Октябрьским и Индустриальным районами. Только самый северный её конец в районе Майской улицы целиком расположен в Октябрьском районе.

## Примечательные здания и сооружения
- дом 144 — школа № 48
- дом 200 — школа № 66 (ныне 25 лицей)
- дом 216 — Дом радио, памятник Трокаю Борисову
- дом 281 — Ижевская государственная медицинская академия
- дом 287 — Ижевский Арсенал (ныне Национальный музей Удмуртской Республики им. Кузебая Герда, 1827, арх. С. Е. Дудин), памятник Кузебаю Герду
- Карлутская площадь
- дом 313Б — Крестовоздвиженская часовня (1885, арх. М. И. Коковихин)
- дом 349 — военная прокуратура Ижевского гарнизона
- дом 367 — Управление Федеральной налоговой службы России по Удмуртской Республике
- дом 353А — дом культуры «Строитель»
- дом 363 — Дом молодёжи.

### Памятник Евгению Кунгурцеву
Памятник-бюст дважды Герою Советского Союза Евгению Максимовичу Кунгурцеву представляет собой бронзовый монумент, установленный на цилиндрическом постаменте из красного гранита с бронзовой доской, на которой размещены тексты указов о награждениях. Изготовлен в 1947 году по решению Верховного Совета СССР, над произведением работали скульптор Иосиф Козловский и архитектор Леонид Поляков. Первоначально размещался у кинотеатра «Колосс», в 1992 году был перенесён в сквер Победы и установлен лицом в сторону улицы Коммунаров.

### Памятник Кузебаю Герду
Памятник Удмуртскому литератору и общественному деятелю Кузебаю Герду установлен напротив Карлутской площади, рядом с Национальным музеем. Бронзовая скульптура изображает поэта сидящим на большом постаменте из яшмы. Авторами произведения являются Анатолий Егорович Аникин и Виталий Петрович Яковицкий. Открытие монумента состоялось 2 ноября 2005 года.

### Памятник Трокаю Борисову

Памятник Трокаю Борисову

Памятник удмуртскому национальному просветителю — филологу, этнографу, публицисту, составителю удмуртско-русского словаря Трокаю (Трофиму Кузьмичу) Борисову установлен в сквере напротив Дома радио.
Скульптура из гранита высотой 3,07 метра установлена на 90-сантиметровом постаменте. Общий вес памятника — 5,5 тонн.
Авторы монумента — Виктор Овчинников и Геннадий Кутлыбаев — работали над его созданием с мая 2012 года. Первый макет памятника был изготовлен из глины, а второй из гипса. Непосредственно производство велось в Ижевске на территории УПТК ГУССТ № 8.
Инициатива увековечивания памяти просветителя принадлежит ассоциации «Удмурт Кенеш» в рамках мероприятий, посвящённых его 120-летию.

### Памятник крокодилу

Памятник зимой

Расположен на перекрёстке с улицей Советской, рядом с гимназией № 24. Открытие памятника состоялось 17 сентября 2005 года.
Памятник представляет собой двухметровую статую антропоморфного крокодила во фраке, шляпе-цилиндре и галстуке-бабочке, непринуждённо (руки раскинуты, нога на ногу) расположившуюся на чугунной скамье. На её брусьях вырезаны имена людей, причастных к созданию памятника.
Скульптура отлита из чугуна на заводе железобетонных конструкций в городе Чайковский Пермского края. Макет создал студент Удмуртского Государственного Университета Асен Сайфуллин, отливал скульптор Павел Медведев. Концепцию памятника разрабатывал историк и культуролог Игорь Кобзев, финансировал сооружение памятника ЗАО «НПО Электромаш».
О выборе крокодила в качестве объекта памятника существуют две версии. В начале двадцатого века существовала легенда о крокодилах, обитавших в городских речках Карлутке и Подборёнке. Сообщение об этом будто бы имевшем место случае было опубликовано в приложении к «Вятским губернским ведомостям» 15 июля 1899 года. Возможно так же, что само название реки Иж (удм. Оӵ) восходит к имени мифического водяного ящера. Вторая версия связана с тем, что до революции лучшие заводские мастеровые удостаивались звания кафтанщиков, награждались за счёт казны зелёным долгополым кафтаном и высоким цилиндром, за что в народе получали прозвище «крокодилы».

## Транспорт
Маршруты городского общественного транспорта по улице не проходят. Имеются пересечения с маршрутами трамвая, автобуса и троллейбуса, следующим по улицам Кирова на севере, Советской, Ленина, Карла Либкнехта, Чугуевского на юге.
Ближайшие остановки общественного транспорта к началу улицы
- «Улица Коммунаров (Ранее «Производственное объединение „Редуктор“»)» (на пересечении с улицей Кирова)[16]:

Трамвай: № ,  и 

Ближайшие остановки к концу улицы
- «Банк „Зенит“ (Ранее Банк „Первомайский“)» (на пересечении с улицей Ленина)[17]:

Трамвай: № , , , ,  и 

- "Магазин «Светлана» (на пересечении с улицей Советской)[18]:

Автобус: № 26, 27, 12, 12к, 40, 28,

Троллейбус: № 4, 4д

Маршрутное такси: № 10.
- «Улица Коммунаров» (на пересечении с улицей Карла Либкнехта)

Автобус: № 22, 25.

Троллейбус: № 6, 10, 14

Маршрутное такси: № 45, 53.
- «Улица Коммунаров» (на пересечении с улицей Чугуевского)

Маршрутное такси: № 49.

Также можно воспользоваться маршрутами общественного транспорта, следующего вдоль улицы Коммунаров по улицам Удмуртской и Пушкинской.